# Calycophyllum multiflorum
Calycophyllum multiflorum är en måreväxtart som beskrevs av August Heinrich Rudolf Grisebach. Calycophyllum multiflorum ingår i släktet Calycophyllum och familjen måreväxter. Inga underarter finns listade i Catalogue of Life.